# Victor Golovatenco
Victor Golovatenco (n. 28 aprilie 1984, Chișinău) este un fotbalist internațional moldovean care evoluează la echipa rusă FC Sibir Novosibirsk.
Golovatenco a jucat în 68 de meciuri pentru naționala Moldovei, marcând două goluri.

## Goluri internaționale
| #  | Data           | Stadion                      | Oponent | Scor | Rezultat | Competiția  |
| -- | -------------- | ---------------------------- | ------- | ---- | -------- | ----------- |
| 1. | 12 august 2009 | Stadionul Republican, Erevan | Armenia | 1–0  | 4–1      | Meci amical |
| 2. | 12 august 2009 | Stadionul Republican, Erevan | Armenia | 2–0  | 4–1      | Meci amical |